# Nathalie Lesdema
Nathalie Roselyne Lesdema (* 17. Januar 1973 in Fort-de-France) ist eine ehemalige französische Basketballspielerin.

## Laufbahn
Die aus dem französischen Überseegebiet Martinique stammende Lesdema war Junioren-Nationalspielerin ihres Landes, im Juli 1994 bestritt sie ihr erstes A-Länderspiel und war damals Spielerin des Zweitligisten Villeurbanne. 1999 wurde sie mit Frankreich Europameisterin. Sie nahm an den Olympischen Sommerspielen 2000, den Weltmeisterschaften 2002 und 2006 sowie den EM-Endrunden 1995, 1999, 2001, 2003 und 2005 teil. Lesdema bestritt insgesamt 223 A-Länderspiele, in denen sie eine Gesamtanzahl von 1299 Punkten erzielte.
Auf Vereinsebene gewann sie mit US Valenciennes 2002 unter anderem an der Seite von Isabelle Fijalkowski und Edwige Lawson-Wade die Euroleague. Mit Valenciennes wurde sie im selben Jahr auch französische Meisterin und Pokalsiegerin. Lesdema spielte im Ausland für Vereine in Deutschland, Italien, Russland und Spanien. 2001 wurde sie mit Wuppertal deutsche Meisterin, auch in Russland gewann sie die Staatsmeisterschaft.
2008 beendete sie ihre Leistungssportlaufbahn. Lesdema wurde Managerin des Vereins Aix Provence Basket. Beim französischen Basketballverband übernahm sie als Vizepräsidentin den Arbeitsbereich 3-gegen-3-Basketball.

### Erfolge
- Europameisterin 2001
- Silbermedaille bei der Europameisterschaft 1999
- Euroleague-Siegerin 2002
- Deutsche Meisterin 2001
- Französische Meisterin 2002
- Französische Pokalsiegerin 2000, 2002
- Russische Meisterin 2006
- Russische Pokalsiegerin 2006